# Spoor (overblijfsel)

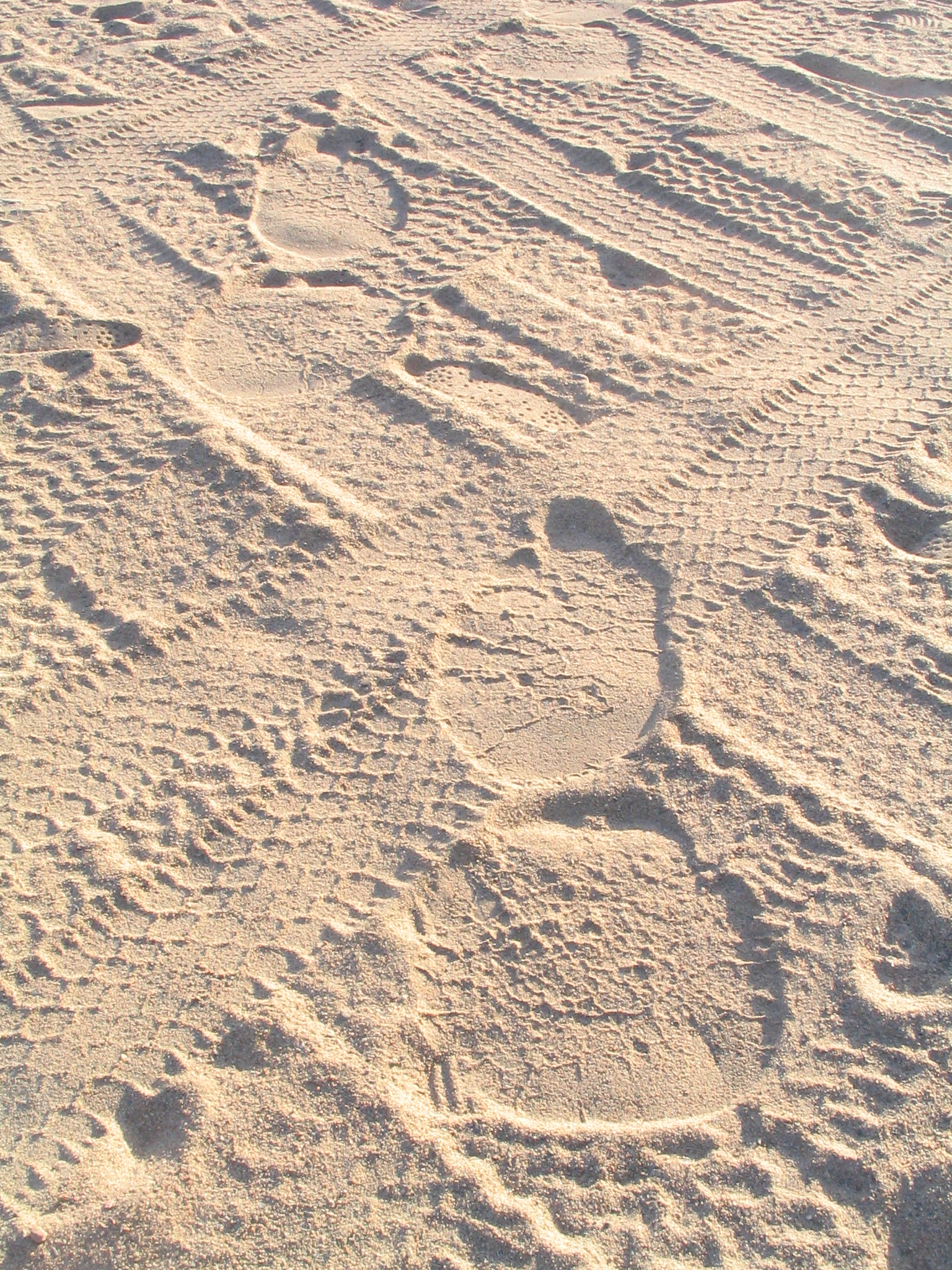
Sporen achtergelaten door onder meer voetgangers, olifanten en automobielen.

Een spoor is een blijk van eerdere aanwezigheid. In enge zin is het een afdruk in de grond, bijvoorbeeld van schoenen, voeten, poten of banden. Meer algemeen worden ook andere veranderingen op een locatie of route sporen genoemd, en, nog algemener, ook andere aanwijzingen voor te achterhalen informatie.
Onder meer ook dieren kunnen afdrukken achterlaten in het oppervlak waarover ze zich voortbewegen, zoals zand of sneeuw. Bijvoorbeeld slakken laten via een slijmspoor hun geur achter. Aan de karakteristieke patronen en voetafdrukken is het vaak mogelijk een soort te identificeren. Onder bepaalde omstandigheden kunnen de sporen gefossiliseerd worden en zo een sporenfossiel vormen.
Het spoorzoeken houdt zich bezig met het vinden en volgen van sporen. Bijvoorbeeld geknakte en gebogen takken, platgetrapt gras en uitwerpselen kunnen worden gebruikt om de prooi op te sporen.
De forensische wetenschap houdt zich vooral bezig met sporen van misdrijven, waaronder DNA, vingerafdrukken, haren, huidschilfers, bloedsporen en bandensporen.
Een daderspoor is een spoor van een dader van een misdrijf. Vaak is er in eerste instantie een mogelijk daderspoor, bijvoorbeeld een spoor van een mogelijke dader van een gegeven misdrijf, of een spoor van iemand die betrokken is bij een incident waarbij er mogelijk sprake is van een misdrijf.